# 臺灣鐵路管理局
臺灣鐵路管理局，通稱臺灣鐵路局、臺鐵局（或逕稱為臺鐵、鐵路局；英文簡稱TRA、TR），是中華民國政府於1948年至2023年設置的機關，負責經營臺灣的傳統鐵路系統——臺灣鐵路；改制前營運路線共有13條，長度達1,085.3公里。其徽章於1950年代啟用，沿用鐵道部原徽章所改造，代表臺灣的俗體字「台」字、加上鐵軌的橫斷面所組成。其亦為國際鐵路聯盟成員。
臺鐵局的創建，可追溯至臺灣清治時期的1887年由時任臺灣巡撫劉銘傳成立的全臺鐵路商務總局，為臺灣鐵路運輸肇建之始。機構之直接前身，則為臺灣日治時期的臺灣總督府交通局鐵道部（簡稱「鐵道部」），現今的組織編制與路線規模多奠基於此時期。進入臺灣戰後時期後，1945年先於臺灣省行政長官公署交通處成立鐵路管理委員會，負責接收及管理台灣鐵路，到了1948年3月改制為臺灣鐵路管理局，為交通部委託臺灣省政府代為管理設於交通處的省屬事業機構。1998年，臺鐵局因應臺灣省虛級化而回歸交通部為交通部臺灣鐵路管理局；2024年元旦，臺鐵局公司化改制為臺灣鐵路公司，債務則另由交通部鐵道局設置「臺鐵局撥入資產及債務管理基金」承接。

## 簡史

### 組織
清朝時代的全臺鐵路商務總局，僅有總辦（局長）、會辦（副局長）、機車駕駛員（機車司機員）、票房司事（站長）等數十人編制，路線僅有約100公里。日治時代的臺灣總督府交通局鐵道部完成東、西兩岸的鐵路幹線，分別採用762mm與1067mm之軌距。第二次世界大戰結束後，中華民國政府接收臺灣，臺灣省行政長官公署交通處於1945年11月成立後，成立鐵路管理委員會接收臺灣鐵路。依據《收復區敵偽產業處理辦法》鐵路應由交通部主持，1946年5月時任交通處長嚴家淦認為臺灣鐵路規模制度與中國大陸各鐵路管理局相異，應視為地方鐵道由臺灣省代為管理，交通部對此雖有意見，但礙於無法派員接管，時任部長俞大維勉強同意代管。1948年3月5日臺灣鐵路管理局成立，並撤銷鐵路管理委員會。
1970年代之後鐵路電氣化自負成本與人事退休金及撫卹制度等累積的龐大債務，加上臺灣交通運輸方式受到臺灣高速公路通車而有巨大改變等因素影響，臺鐵局經營狀況開始惡化；有鑑於此，行政院經濟建設委員會於1978年曾就此委託西德鐵路顧問公司，針對臺鐵局營運進行研究，研提「臺灣鐵路管理局自強專案業務改進計畫」報告書。
1980年12月，行政院成立「臺灣鐵路整理委員會」，臺灣省政府主席兼任主任委員，交通部次長兼任副主任委員。委員會要求臺鐵裁減員工、裁撤運量不足的車站及貨運站，也決議由公庫吸收臺鐵電氣化的還本利息、路線新闢、車輛添購及重大工程款。委員會於1987年12月結束。
1988年5月，行政院成立「臺灣鐵路監理委員會」，以諮詢的角色提出精簡人力、自動化、車種簡化、精簡線路及車站等方針。委員會至1993年結束。1991年12月1日，臺灣省政府以臺鐵上級機關的角色成立「臺灣省政府鐵路業務改進督導考核小組」，臺灣省政府秘書長兼任召集人，監督檢討臺鐵局的改善作為，並研提臺鐵業務改進方案。
1998年臺灣省政府功能業務與組織調整後，臺鐵局回歸中華民國交通部管轄，全銜則改為「交通部臺灣鐵路管理局」;「臺灣省政府鐵路業務改進督導考核小組」亦裁撤。
臺鐵局於1990年代之後的營運狀況已經處於嚴重虧損，至2000年已經累積負債至將近新臺幣千億元。1990年起各項關於臺鐵局的營運改善方案被提出，包含車路分離、民營化、公司化等方案。交通部於2002年9月成立「臺鐵民營化專案推動小組」，隨民營化的政策轉變為國營公司化，於2003年又更名為「臺鐵公司化專案推動小組」。臺鐵局內部則有1997年12月成立的「臺鐵民營化執行委員會」，並於2002年改組為負責決策的「臺鐵公司化專案小組」及執行面的「臺鐵公司化工作小組」，來著手規劃臺鐵局的公司化與民營化，惟辦理進度緩慢，未能提出具各方共識的確切計畫而遭到擱置，又於2018年及2021年發生重大行車事故（普悠瑪號列車出軌事故及北迴線太魯閣號列車出軌事故），使臺鐵局組織改造議題再度重啟討論，直至2022年3月行政院會議通過《台灣鐵路股份有限公司設置條例》（國有公司化）相關修法草案，草案規範台鐵公司由政府獨資經營、設立基金承接台鐵現行的短期債務、規範不得因公司成立而裁員、且研議公司化後員工調薪調幅3至5%，但勞方組成的台灣鐵路工會反對未經協商的台鐵公司化法案內容。4月中宣佈將進行五一勞動節不加班運動。交通部與臺鐵提出5月1日類火車替代方案因應。
經過與工會協商達成共識，2022年5月27日立法院三讀通過《國營臺灣鐵路股份有限公司設置條例》，賦予臺鐵局公司化的法源依據。2024年1月1日，臺鐵局正式改制為「國營臺灣鐵路股份有限公司」（通稱臺鐵公司）。

### 官署建築
臺鐵局本部最初設置於靠近臺北府城北門的原日治時代鐵道部廳舍（現國立臺灣博物館鐵道部園區），1990年遷入新落成的（第四代）臺北車站大樓內。

### 營運
與此同時，臺鐵局進行將西部幹線改造為區域鐵路型態的「臺鐵捷運化」計畫，以臺灣西部走廊主要都會區路線漸次增設僅由區間車停靠的簡易車站的方式來增加營運效能。除此之外，臺鐵局於2000年代外購傾斜式列車行駛東部幹線，加強其在東臺灣地區的運輸能力。目前所經營的鐵路總路線長度為1,100公里以上，其路線主要環島幹線路段皆已經鐵路電氣化，於1991年完成東西部鐵路幹線的環島串聯。目前台鐵的主力路線為西部幹線（特別是其中的縱貫線），每年總搭乘人數達約2.3億人次。
2021年11月29日，因2021年太魯閣號列車出軌事故，原緊急電話「0800-800-333」較難記憶，台鐵局向國家通訊傳播委員會申請將緊急通報電話改為「1933」，台灣各大電信可直撥此電話，電話24小時服務，直通調度所。

## 組織編制
局長下置副局長3名，主任秘書1名，總工程司1名；內部編制單位有企劃處等7處，主計室等5室及員工訓練中心；任務編組營運安全處等3處；貨運服務總所以及餐旅服務總所等，詳細請見相關主條目。

## 歷任局長
| 任別                                            | 姓名                                            | 就職時間                                        | 卸任時間                                        | 備註 |                                                 |                                                 |                                                 |                                                 |                                                 |                                                 |                                                 |
| 臺灣省行政長官公署交通處 鐵路管理委員會主任委員 | 臺灣省行政長官公署交通處 鐵路管理委員會主任委員 | 臺灣省行政長官公署交通處 鐵路管理委員會主任委員 | 臺灣省行政長官公署交通處 鐵路管理委員會主任委員 | 臺灣省行政長官公署交通處 鐵路管理委員會主任委員                                                                                | 臺灣省行政長官公署交通處 鐵路管理委員會主任委員 | 臺灣省行政長官公署交通處 鐵路管理委員會主任委員 | 臺灣省行政長官公署交通處 鐵路管理委員會主任委員 | 臺灣省行政長官公署交通處 鐵路管理委員會主任委員 | 臺灣省行政長官公署交通處 鐵路管理委員會主任委員 | 臺灣省行政長官公署交通處 鐵路管理委員會主任委員 | 臺灣省行政長官公署交通處 鐵路管理委員會主任委員 |
| ----------------------------------------------- | ----------------------------------------------- | ----------------------------------------------- | ----------------------------------------------- | --- | ----------------------------------------------- | ----------------------------------------------- | ----------------------------------------------- | ----------------------------------------------- | ----------------------------------------------- | ----------------------------------------------- | ----------------------------------------------- |
| 1                                               | 陳清文                                          | 1945年12月21日                                  | 1948年3月5日                                    | 前國民政府軍事委員會戰時運輸管理局參事。                                                                                       |                                                 |                                                 |                                                 |                                                 |                                                 |                                                 |                                                 |
| 臺灣省政府交通處 臺灣鐵路管理局局長             |                                                 |                                                 |                                                 | |                                                 |                                                 |                                                 |                                                 |                                                 |                                                 |                                                 |
| 2                                               | 郎鍾騋                                          | 1948年3月6日                                    | 1949年3月4日                                    | 首任臺灣鐵路管理局局長、前交通部京滬鐵路管理局副總工程司、任內發生1948年臺鐵新店溪橋列車失火事故。                             |                                                 |                                                 |                                                 |                                                 |                                                 |                                                 |                                                 |
| 3                                               | 莫衡                                            | 1949年3月5日                                    | 1961年2月8日                                    | 前交通部隴海鐵路管理局局長、任內發生1957年臺鐵鶯歌列車傾覆事故，也是目前任期最長的臺灣鐵路管理局局長。                         |                                                 |                                                 |                                                 |                                                 |                                                 |                                                 |                                                 |
| 4                                               | 陳舜耕                                          | 1961年2月9日                                    | 1963年2月8日                                    | 任內發生1961年臺鐵隆田平交道軍車車禍事故。                                                                                     |                                                 |                                                 |                                                 |                                                 |                                                 |                                                 |                                                 |
| 5                                               | 徐人壽                                          | 1963年2月9日                                    | 1966年5月2日                                    | |                                                 |                                                 |                                                 |                                                 |                                                 |                                                 |                                                 |
| 6                                               | 林則彬                                          | 1966年5月3日                                    | 1968年10月24日                                  | |                                                 |                                                 |                                                 |                                                 |                                                 |                                                 |                                                 |
| 7                                               | 陳樹曦                                          | 1968年10月25日                                  | 1972年6月8日                                    | |                                                 |                                                 |                                                 |                                                 |                                                 |                                                 |                                                 |
| 8                                               | 陳德年                                          | 1972年6月9日                                    | 1976年6月15日                                   | |                                                 |                                                 |                                                 |                                                 |                                                 |                                                 |                                                 |
| 9                                               | 范銳                                            | 1976年6月16日                                   | 1980年3月15日                                   | |                                                 |                                                 |                                                 |                                                 |                                                 |                                                 |                                                 |
| 10                                              | 董萍                                            | 1980年3月16日                                   | 1983年6月15日                                   | 任內發生1981年臺鐵頭前溪橋事故，後於交通部地下鐵路工程處處長任內完成臺北鐵路地下化專案規劃，臺灣鐵路地下化之父。               |                                                 |                                                 |                                                 |                                                 |                                                 |                                                 |                                                 |
| 11                                              | 卜元禮                                          | 1983年6月16日                                   | 1987年8月31日                                   | |                                                 |                                                 |                                                 |                                                 |                                                 |                                                 |                                                 |
| 12                                              | 張壽岑                                          | 1987年9月1日                                    | 1991年7月15日                                   | 任內發生台灣鐵路管理局司機員罷工事件，為台鐵百年來首起由機車駕駛員發起的大規模罷工運動。                                       |                                                 |                                                 |                                                 |                                                 |                                                 |                                                 |                                                 |
| 13                                              | 陳世芳                                          | 1991年7月16日                                   | 1995年7月31日                                   | 任內發生1991年臺鐵造橋列車對撞事故、臺鐵南迴線正式通車，臺灣環島鐵路網正式完成。                                               |                                                 |                                                 |                                                 |                                                 |                                                 |                                                 |                                                 |
| 14                                              | 陳德沛                                          | 1995年8月1日                                    | 1998年12月21日                                  | 任內因實施臺灣省政府功能業務與組織調整，臺灣鐵路管理局改隸屬交通部。                                                           |                                                 |                                                 |                                                 |                                                 |                                                 |                                                 |                                                 |
| 交通部臺灣鐵路管理局局長                        |                                                 |                                                 |                                                 | |                                                 |                                                 |                                                 |                                                 |                                                 |                                                 |                                                 |
|                                                 | 陳德沛                                          | 1998年12月22日                                  | 2000年10月31日                                  | |                                                 |                                                 |                                                 |                                                 |                                                 |                                                 |                                                 |
| 15                                              | 黃德治                                          | 2000年11月1日                                   | 2003年12月4日                                   | |                                                 |                                                 |                                                 |                                                 |                                                 |                                                 |                                                 |
| 16                                              | 徐達文                                          | 2003年12月5日                                   | 2006年3月30日                                   | 因臺鐵崇德車站鐵路事故請辭獲准。                                                                                               |                                                 |                                                 |                                                 |                                                 |                                                 |                                                 |                                                 |
| 代理                                            | 何煖軒                                          | 2006年3月31日                                   | 2006年11月13日                                  | 交通部常務次長代理。 |                                                 |                                                 |                                                 |                                                 |                                                 |                                                 |                                                 |
| 17                                              | 陳峰男                                          | 2006年11月14日                                  | 2007年6月26日                                   | 因2007年臺鐵大里車站列車事故請辭獲准。                                                                                         |                                                 |                                                 |                                                 |                                                 |                                                 |                                                 |                                                 |
| 18                                              | 范植谷                                          | 2007年6月27日                                   | 2014年4月7日                                    | 任內發生2012年臺鐵埔心平交道事故、2013年臺鐵枋山一號隧道列車事故、轉調交通部常務次長。                                         |                                                 |                                                 |                                                 |                                                 |                                                 |                                                 |                                                 |
| 19                                              | 周永暉                                          | 2014年4月8日                                    | 2016年10月4日                                   | 轉調交通部觀光局局長、任內發生2016年臺鐵1258次區間車爆炸事故。                                                                 |                                                 |                                                 |                                                 |                                                 |                                                 |                                                 |                                                 |
| 20                                              | 鹿潔身                                          | 2016年10月5日                                   | 2018年11月8日                                   | 因任內發生臺鐵第6432次車新馬站重大鐵道事故（普悠瑪事故）請辭獲准。                                                             |                                                 |                                                 |                                                 |                                                 |                                                 |                                                 |                                                 |
| 21                                              | 張政源                                          | 2018年11月9日                                   | 2021年1月15日                                   | 原交通部政務次長、前台灣省政府交通處主秘、台南市副市長、台南市交通局局長，任內發生「臺鐵第3198次車屏山巷平交道重大鐵道事故」。 |                                                 |                                                 |                                                 |                                                 |                                                 |                                                 |                                                 |
| 代理                                            | 祁文中                                          | 2021年1月16日                                   | 2021年4月26日                                   | 交通部常務次長代理，任內發生臺鐵第408次車清水隧道重大鐵道事故（太魯閣事故）。                                                  |                                                 |                                                 |                                                 |                                                 |                                                 |                                                 |                                                 |
| 22                                              | 杜微                                            | 2021年4月27日                                   | 2023年12月31日                                  | 台鐵局副局長升任，2024年改制臺灣鐵路公司後成為該公司首任董事長。                                                               |                                                 |                                                 |                                                 |                                                 |                                                 |                                                 |                                                 |

## 各職務大盤帽示意圖
本示意圖使用台鐵新式橢圓金屬帽徽。
| 職務   | 特等站長 | 站長 | 運轉員 | 列車長 | 機務司機員 | 站務人員 |
| ------ | -------- | ---- | ------ | ------ | ---------- | -------- |
| 大盤帽 |          |      |        |        |            |          |

## 姊妹業者
官方資料：
| 名稱                           | 國家/地區 | 締結日期           |
| ------------------------------ | --------- | ------------------ |
| 山陽電鐵                       | 日本      | 2014年12月22日締結 |
| 京急電鐵                       | 日本      | 2015年2月26日締結  |
| 西武鐵道、西武控股公司         | 日本      | 2015年3月14日締結  |
| 東武鐵道                       | 日本      | 2015年12月18日締結 |
| 四國旅客鐵道                   | 日本      | 2016年2月25日締結  |
| 近畿日本鐵道、近鐵集團控股公司 | 日本      | 2017年7月6日締結   |
| 信濃鐵道                       | 日本      | 2018年3月26日締結  |
| 一畑電車                       | 日本      | 2019年4月16日締結  |

## 改制前最後車型
| 型號         | 製造商                                                  | 製造年份        | 營業速限 | 車輛概要                                                   | 備註                                                         |
| 城際列車     | 城際列車                                                | 城際列車        | 城際列車 | 城際列車                                                   | 城際列車                                                     |
| ------------ | ------------------------------------------------------- | --------------- | -------- | ---------------------------------------------------------- | ------------------------------------------------------------ |
| E1000型      | 南非聯邦鐵路客貨車公司                                  | 1996~1997、2002 | 130km/h  | 64輛機車及381輛客車。                                      | 兩顆機車頭報廢，兩顆機車頭停用，目前（2023年）可組成30編組。 |
| TEMU1000型   | 日本日立製作所                                          | 2007、2016      | 130km/h  | 4車車組，兩編組成一列固定8輛，共購置65輛。                 | 2021年太魯閣列車出軌事故後，僅存56輛，7編組。                |
| TEMU2000型   | 日本日本車輛製造                                        | 2012~2013、2016 | 130km/h  | 4輛車組，兩編組成一列固定8輛，共購置152輛，19編組。        | 2018年宜蘭普悠瑪列車出軌事故後，僅存144輛，18編組。          |
| EMU3000型    | 日本日立製作所                                          | 2021~2024       | 130km/h  | 4輛車組，三編組成一列，每列固定12輛，預定引進50列共600輛。 |                                                              |
| 通勤電聯車   |                                                         |                 |          |                                                            |                                                              |
| EMU500型     | 南韓大宇重工                                            | 1995~1997       | 110km/h  | 4輛車組，採每列固定4輛、4+4輛或4+4+4輛，共購置344輛。      | 現存84組336輛（4節車廂已退役，4節停用待除籍）                |
| EMU600型     | Rotem製造 601－612、唐榮鐵工廠組裝 613－614             | 2001~2002       | 110km/h  | 4輛車組，採每列固定4輛或4+4輛，共購置56輛。                | 可與500型重聯。2023年9月起停用。                             |
| EMU700型     | 日本車輛 設計，台灣車輛 製造                            | 2007~2008       | 110km/h  | 4輛車組，採每列固定8輛，共購置160輛，目前最多可組成20列。  |                                                              |
| EMU800型     | 日本車輛 設計，台灣車輛 製造                            | 2013~2017       | 130km/h  | 4輛車組，採每列固定8輛，共購置344輛，目前最多可組成43列。  |                                                              |
| EMU900型     | 現代Rotem                                               | 2020~2023       | 130km/h  | 10輛車組，採每列固定10輛，52列共520輛。                    |                                                              |
| 柴聯車       |                                                         |                 |          |                                                            |                                                              |
| DR3100型     | 日本車輛 設計，台灣車輛 製造                            | 1998            | 110km/h  | 3輛車組，採每列固定9輛或12輛，共購置45輛。                 |                                                              |
| 支線柴油客車 |                                                         |                 |          |                                                            |                                                              |
| DR1000型     | 日本車輛設計製造 (1001~1002) 唐榮鐵工廠製造 (1003~1036) | 1998~1999       | 110km/h  | 可單輛行駛，亦可多輛重聯總括運轉，共購置36輛。             |                                                              |

## 照片集

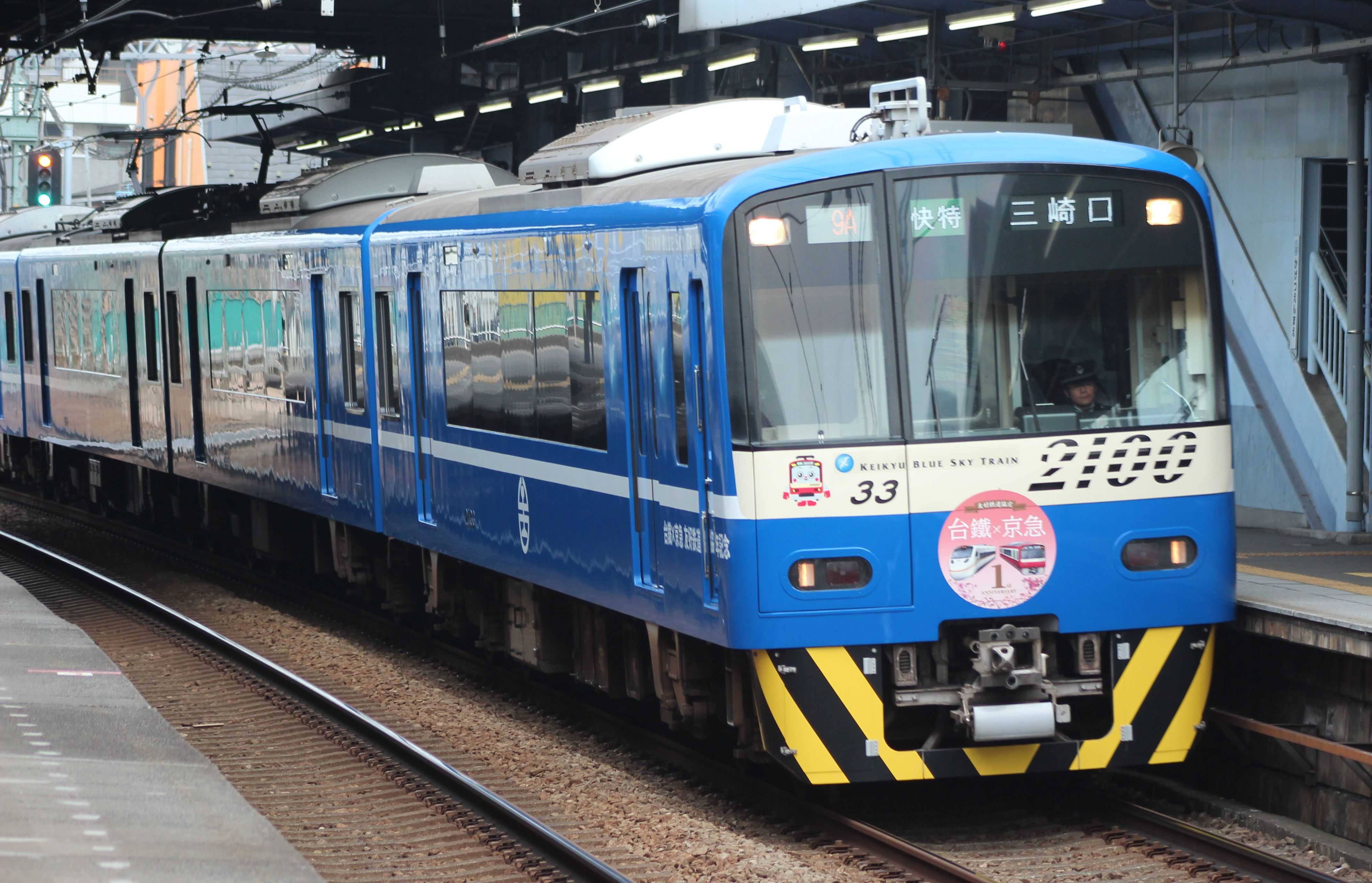
京急2100型電車BLUE SKY TRAIN臺鐵普快車彩繪車
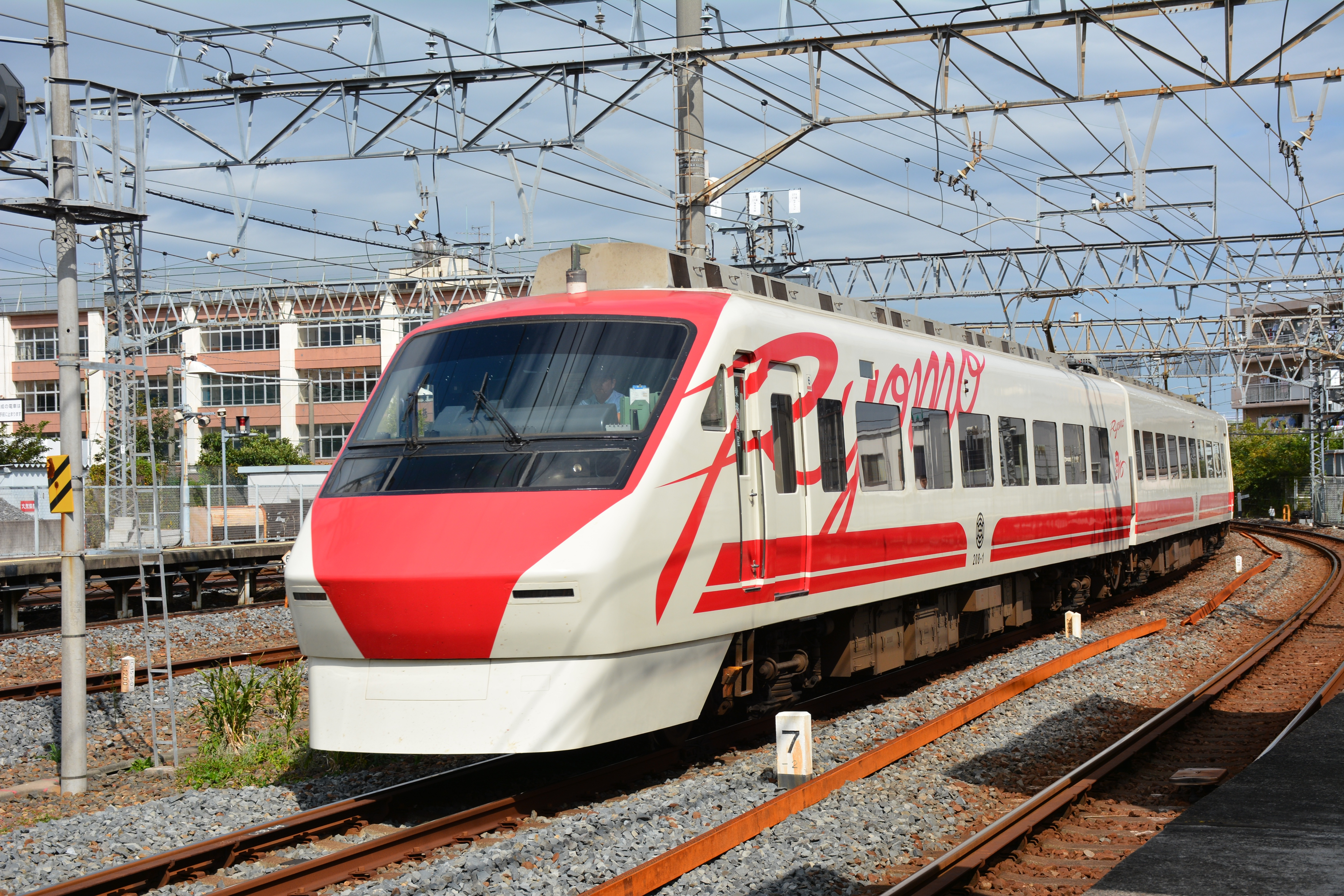
東武200系電聯車普悠瑪號彩繪車
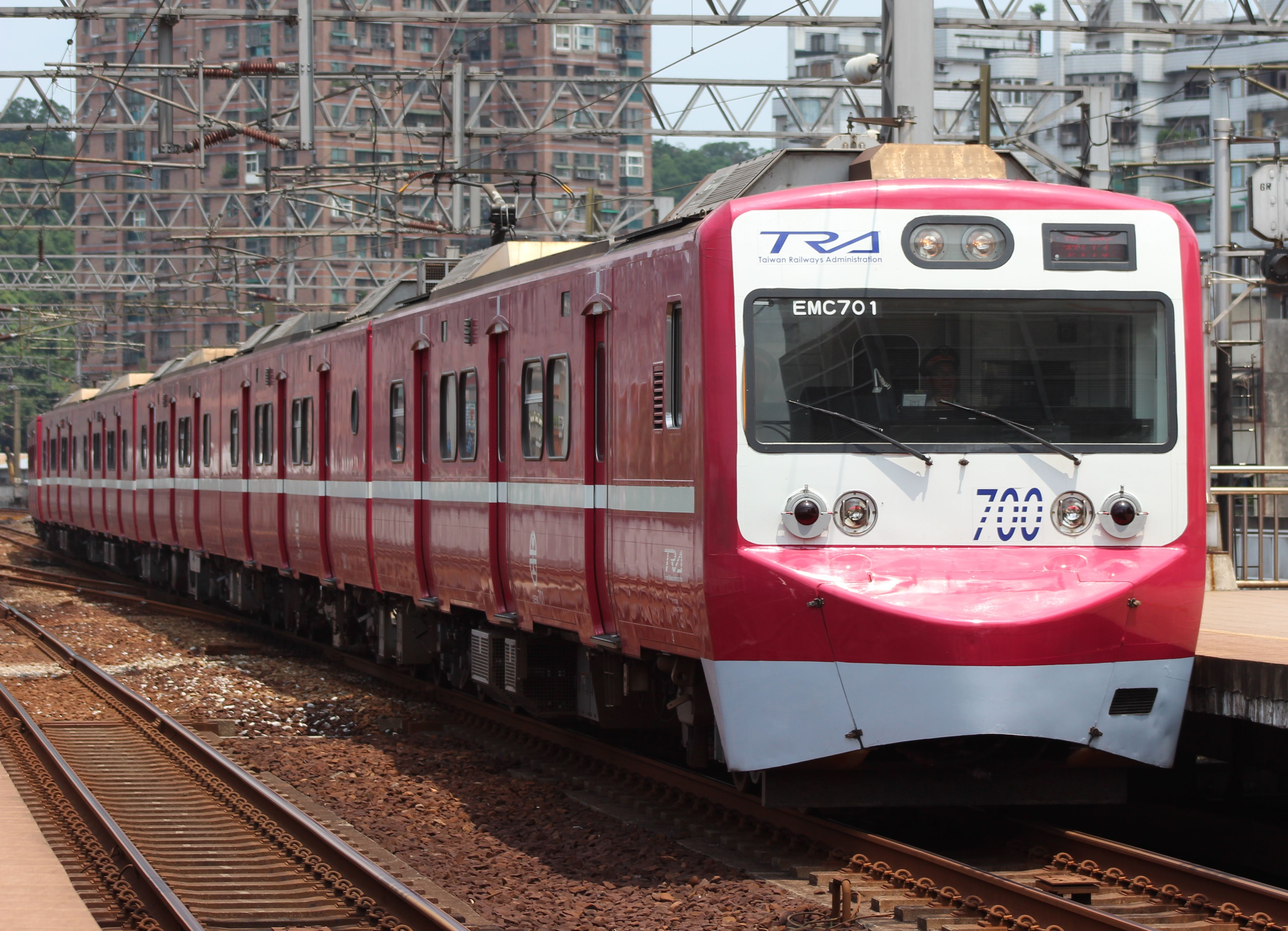
EMU700型電聯車京急彩繪車
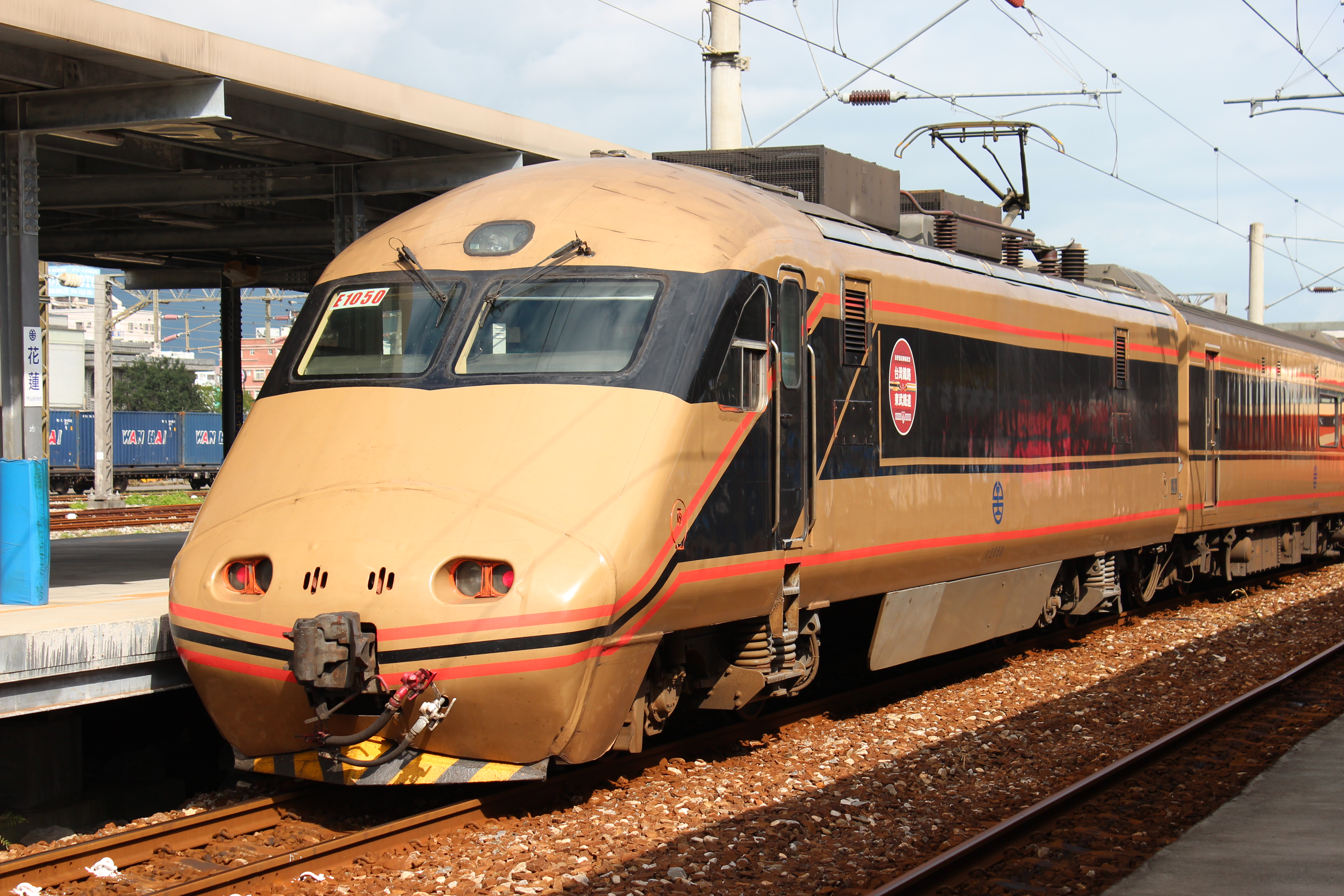
推拉式自強號東武鐵道SPACIA日光詣彩繪車
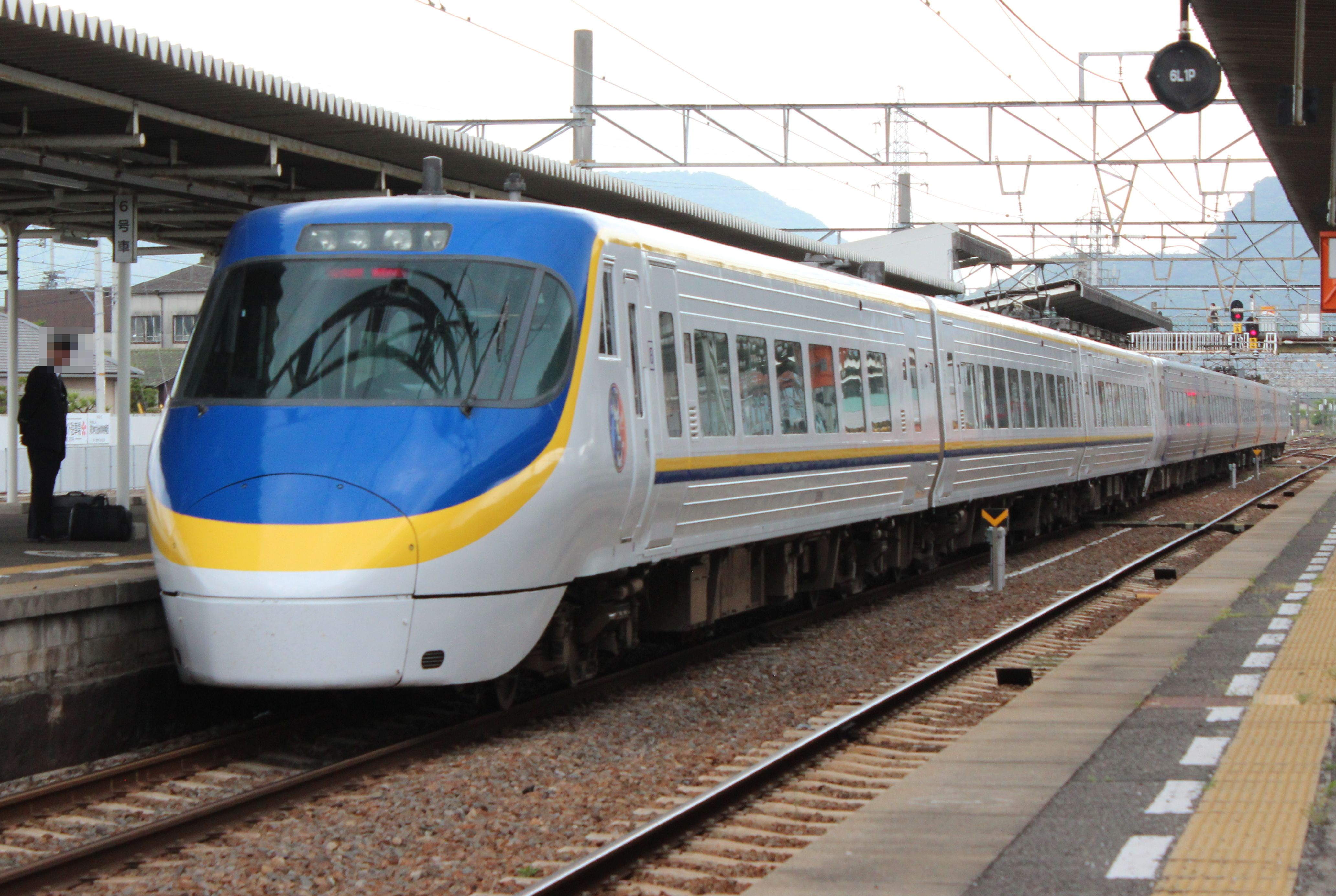
JR四國8000系電聯車（日语：JR四国8000系電車）台鐵EMU800型區間車彩繪車
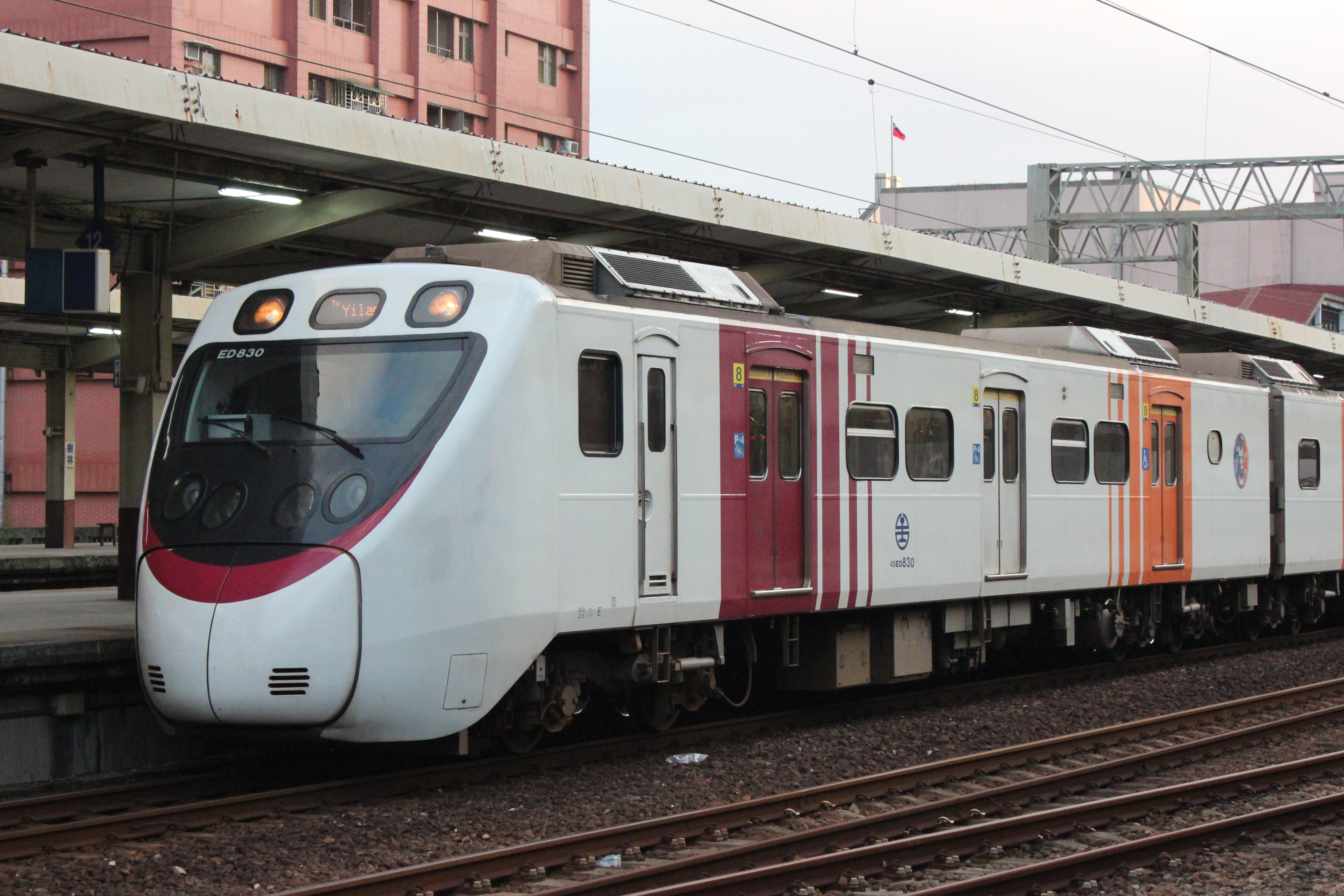
EMU800型JR四國8000系彩繪車
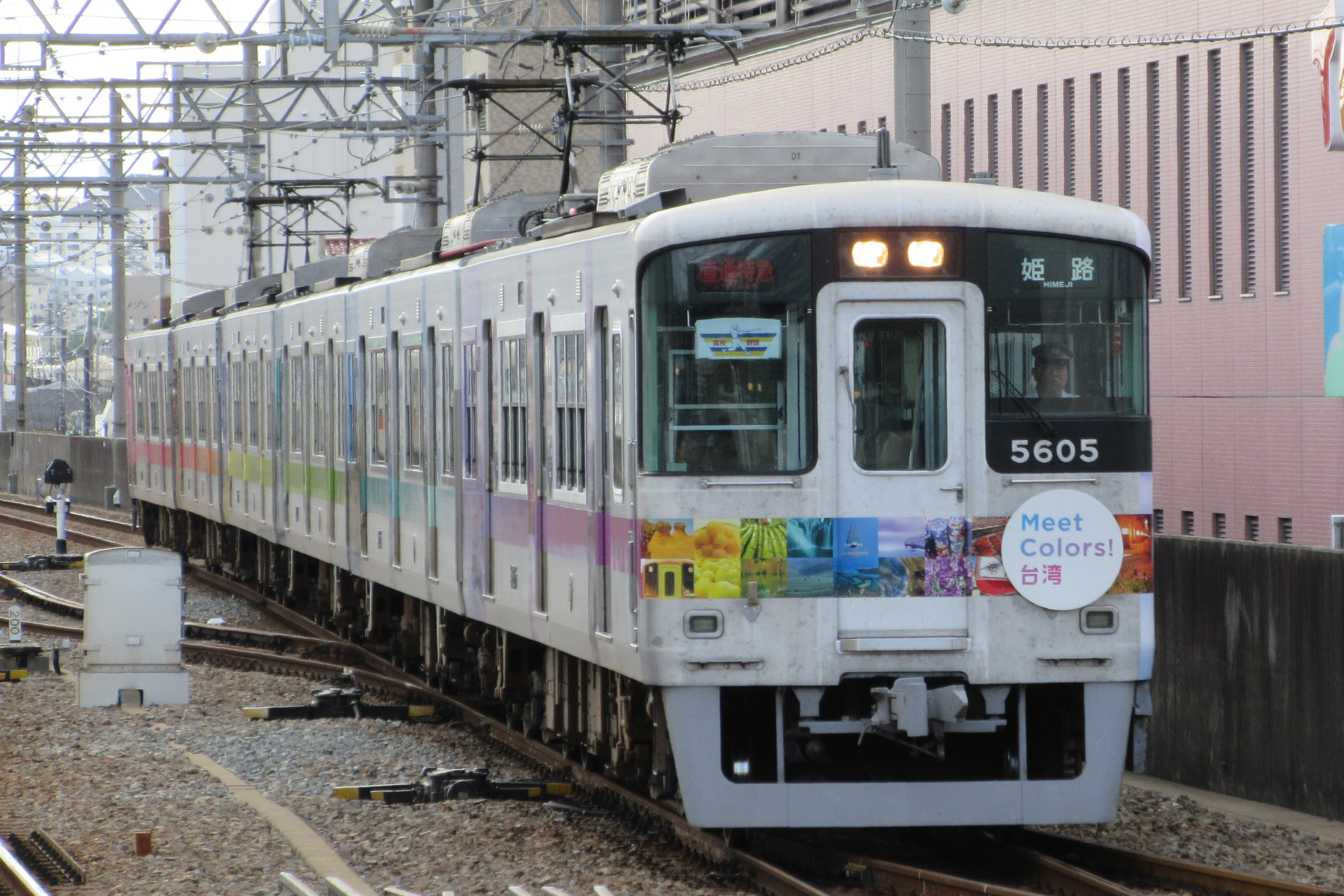
山陽電氣鐵道5000系電聯車（日语：山陽電気鉄道5000系電車）Meet Colors! 台灣號（與交通部觀光局合作）
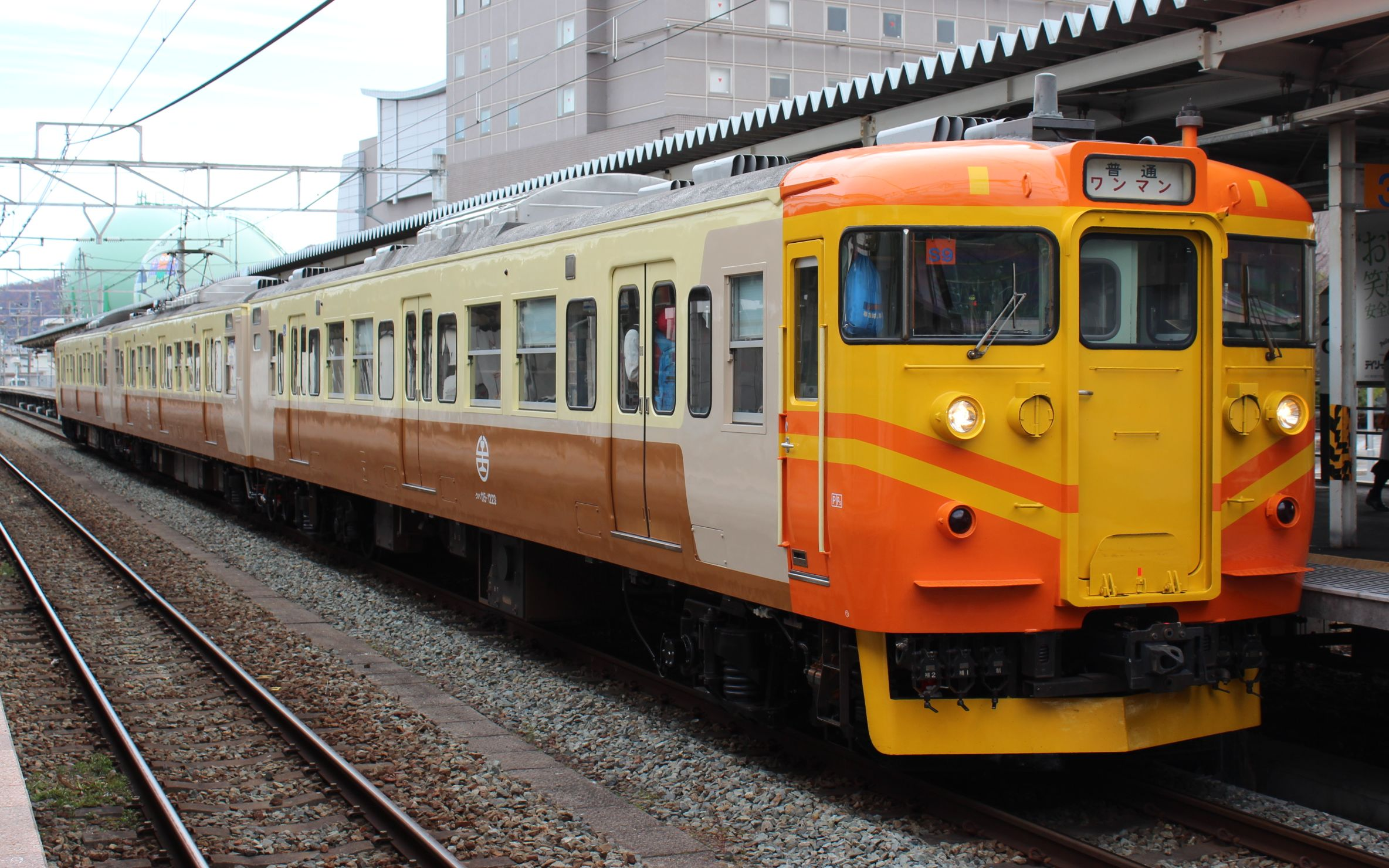
信濃鐵道115系電聯車臺鐵EMU100型自強號彩繪車
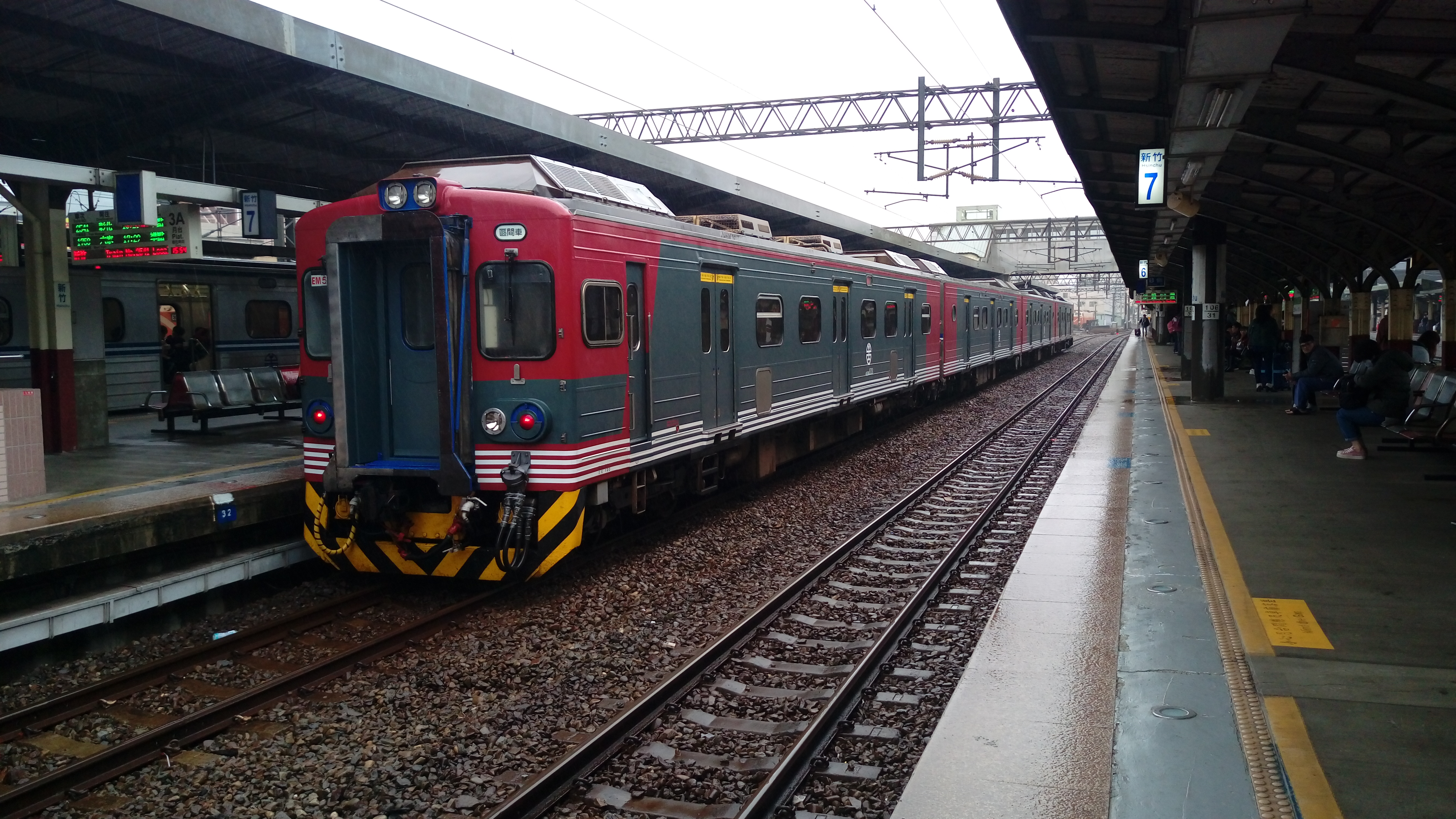
EMU500型電聯車信濃鐵道彩繪車
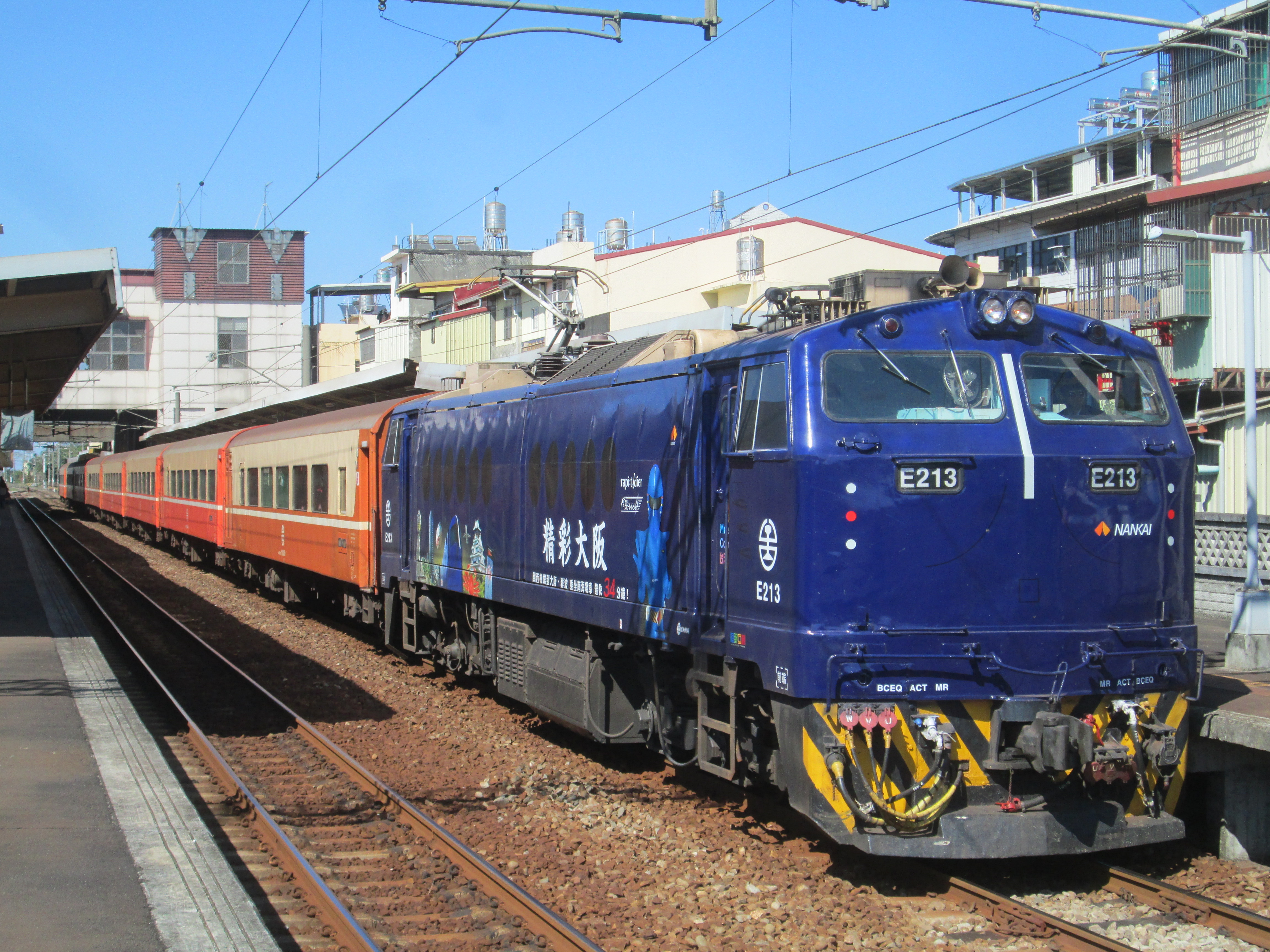
E200型電力機車E213號機南海Rapi:t彩繪車『藍武士號』列車（與交通部觀光局合作）

## 營運
虧損
臺鐵局因公營事業的身分須長期擔任起偏鄉運輸角色以及補貼弱勢票價而導致虧損嚴重。
臺鐵局從1978年中山高速公路全線通車以後，帳面上就未再有盈餘。至2007年臺灣高鐵通車後，年年虧損更超過新臺幣百億元，2011年臺灣鐵路客貨運營收雖增加了新臺幣10億元，但估計虧損也會超過新臺幣百億元，首度出現連續四年虧損破百億元情況，累積虧損估計已超過（2022年）新臺幣2,000億元。
27年票價未調的台鐵，委外票價改善研究報告於2022年7月提出，8月定案。據調查，台鐵運價率為國內公共運輸最低廉，連雙北和台中市公車運價率都是台鐵區間車1.6倍，據合理報酬率3～5%推算，未來票價可漲1倍以上，擬於公司掛牌後同步實施。
人力
臺鐵員工大多從考選部交通事業鐵路人員特考錄取，其身分亦適用勞動基準法，待公司化後副總經理以下員工不再具有此身分。
帳面龐大虧損下，交通部曾經暫緩鐵路特考，再加上因應營運需求，臺鐵局營運人員現行日夜休三班制，每天實際工作12小時輪班作息型態不定，許多新進員工不適應，離職率高，加上退休人數逐年增加，造成臺鐵局人力斷層問題。
政治
車輛
截至2017年底，2373輛客車中有608輛車齡超過30年。台鐵局坦言，老車不僅乘坐舒適度較差，故障率及維修成本也較高，但在新車上線以前，無法全面汰舊。
復興號車廂、莒光號手動車門車廂、EMU300型、EMU1200型於2022年陸續由其他車種替換，2022年3月29日僅於南迴線的區間車車次使用復興號車廂，行駛至2022年12月28日，之後退出正班車營運。2023年4月26日，DR2800型、DR2900型、DR3000型柴聯自強號退出正班車營運。
車站

### 事件
2022年勞動節不加班
2022年5月1日，因臺灣鐵路企業工會、臺灣鐵路產業工會、火車駕駛員聯誼會不滿交通部強制推動公司化草案，草案無任何一條關於安全改革之條文，認為交通部透過公司化規避《國有財產法》，欲將台鐵土地變相給財團使用，無法讓台鐵再生。故發起「五一勞動節不加班」。

## 相關業務
目前官方店鋪整合為「台鐵夢工廠」，策劃和銷售各種商品以及臺鐵便當。
「台鐵本鋪」為委外經營。

## 關連商品
- Takara TomyPlarail系列 -太魯閣列車和普悠瑪列車系列在台灣銷售。
- 鐵路模型- 當局的鐵支路模型已經商業化，從N規的鐵支路模型。

### 引用
1. ↑  .   [2022-05-22]. （原始内容存档于2022-05-22）.
2. ↑  《2010年臺鐵統計年報》，第5頁；若含非營業路程的路線里程，路線長度可達1114.5公里（2010年臺鐵統計年報，P94）。
3. ↑  戴震宇作. . 和平國際文化. 2013-01-01  [2020-06-27]. （原始内容存档于2021-03-09） –Google Books.
4. ↑  Taiwan Railways Administration （页面存档备份，存于） - 國際鐵路聯盟網站 （英文）
5. ↑  . 國家鐵道博物館籌備處.   [2024-07-09].
6. 1 2  . 卷五：經濟志交通篇. 國史館臺灣文獻館. 2016-08-01: 9–10. ISBN 9789860493665.
7. 1 2  . . 交通部運輸研究所. 2007-12. ISBN 9789860128345.
8. ↑  . 中華民國交通部. 2021-01-07. （原始内容存档于2018-10-22） （中文（臺灣））.
9. ↑  黃義書. . 聯合新聞網. 2024-01-01  [2024-01-01]. （原始内容存档于2024-01-02）.
10. ↑  .   [2024-07-04]. （原始内容存档于2024-07-04）.
11. ↑  . 國家發展委員會檔案管理局-全球資訊網. 2024-06-23  [2024-07-07]. （原始内容存档于2024-06-23） （中文（臺灣））.
12. ↑  . 中華民國監察院. 2016-12-12  [2021-08-05]. （原始内容存档于2022-06-11）.
13. ↑  . 中華民國監察院. 2001-05-03  [2021-08-05]. （原始内容存档于2022-07-08）.
14. ↑  中華民國立法院. . 立法院公報. 1988, 77 (37): 131–158  [2021-08-05]. （原始内容存档于2022-07-08）.
15. ↑  臺灣省政府. . 臺灣省政府公報. 1991, 80 (冬:55): 12  [2021-08-05]. （原始内容存档于2022-07-08）.
16. ↑  臺灣省政府. . 臺灣省政府公報. 1998, 87 (秋:17): 33  [2021-08-05]. （原始内容存档于2022-06-11）.
17. ↑  杜微.  (碩士學位論文论文). 國立臺灣大學. 2012  [2021-08-05]. （原始内容存档于2022-06-12）.}
18. ↑  陳美惠.  (碩士學位論文论文). 國立交通大學. 2004  [2021-08-05]. （原始内容存档于2022-04-25）.}
19. ↑  政院提台鐵公司化修法 1484億短期債務政府基金承接 （页面存档备份，存于），中央社，2022/3/3
20. ↑  與王國材溝通不歡而散 台鐵工會：5/1萬人不加班 （页面存档备份，存于），中央社，2022/4/15
21. ↑  台鐵「51不加班」萬人響應！普悠瑪罹難者家屬痛訴：可惡 （页面存档备份，存于），今日新聞，2022/4/20
22. ↑  台鐵5/1推「類火車」公路接駁 持電子票證採區間車票價再9折 （页面存档备份，存于），自由時報，2022/4/21
23. ↑  盧逸峰. . 聯合新聞網. 2022-05-27  [2022-05-27]. （原始内容存档于2022-07-11）.
24. ↑  呂晏慈. . ETtoday新聞雲. 2022-05-27  [2022-05-27]. （原始内容存档于2022-06-11）.
25. ↑  李姿慧. . 蘋果日報. 2021-12-03. （原始内容存档于2022-05-22）.
26. ↑  . 交通部臺灣鐵路管理局. 2020-06-20  [2021-04-07]. （原始内容存档于2020-04-22）.
27. ↑  .   [2021-12-18]. （原始内容存档于2022-06-09）.
28. ↑  . 交通部臺灣鐵路管理局. 2021-01-17  [2020-01-04]. （原始内容存档于2021-11-05）.
29. ↑  . 交通部臺灣鐵路管理局.   [2021-04-07]. （原始内容存档于2019-11-10）.
30. ↑  國際鐵道觀光交流 （页面存档备份，存于）.臺灣鐵路管理局
31. ↑  台鐵與日本JR四國旅客鐵道公司 締結友好鐵路 （页面存档备份，存于）,中時電子報,2016-02-25
32. ↑  戴安瑋,促進台日軌道觀光經濟　台鐵局與近鐵控股簽約合作 （页面存档备份，存于）,臺灣蘋果日報,2017-07-06
33. ↑  台鐵 田中車站 臺鐵局與信濃鐵道友好協定暨田中站姊妹車站締結典禮 （页面存档备份，存于）,臺鐵影音專區,2018-03-27
34. ↑  台鐵日本一畑電車締結友好鐵道 盼帶動觀光熱潮 （页面存档备份，存于） 自由時報 2019-04-16
35. ↑  李姿慧. . ETtoday新聞雲. 2023-08-24  [2023-08-24]. （原始内容存档于2023-08-24） （中文（繁體））.
36. ↑  朱彥華.  (PDF). 中國文化大學圖書館.   [2023-03-06]. （原始内容存档 (PDF)于2023-04-25）.
37. ↑  李姿慧. . ETtoday新聞雲. 2022-07-12  [2022-07-12]. （原始内容存档于2022-11-06） （中文）.
38. ↑  . 焦點事件.   [2023-03-06]. （原始内容存档于2023-03-06）.
39. ↑  侯俐安. . 聯合新聞網. 2022-06-16  [2023-03-06]. （原始内容存档于2023-03-06）.
40. ↑  . 台灣英文新聞. 2016-06-19  [2016-06-18]. （原始内容存档于2022-06-18）.
41. ↑  陳心瑜. . 自由時報. 2022-05-15  [2022-05-15]. （原始内容存档于2022-07-08）.
42. ↑  自由時報電子報. . 自由時報電子報. 2018-04-08  [2021-11-28]. （原始内容存档于2022-07-08） （中文（臺灣））.
43. ↑  李姿慧. . ETtoday新聞雲. 2022-11-24  [2022-11-24]. （原始内容存档于2022-11-25） （中文）.
44. ↑  黃旭昇. . 中央社. 2023-04-26  [2023-04-27]. （原始内容存档于2023-05-07）.

## 外部連結
- 臺灣鐵路管理局 （页面存档备份，存于）（繁體中文）（简体中文）（英文）（日語）
- fun臺鐵的Facebook專頁
- YouTube上的臺鐵影音專區頻道
- 鐵路局局長宿舍-文化部文化資產局 （页面存档备份，存于）
- 臺鐵夢工場 - 交通部臺灣鐵路管理局 （页面存档备份，存于）
- 臺鐵夢工場的Facebook專頁
- 交通部臺灣鐵路管理局 - 路線運行狀態 （页面存档备份，存于）